# Asagi

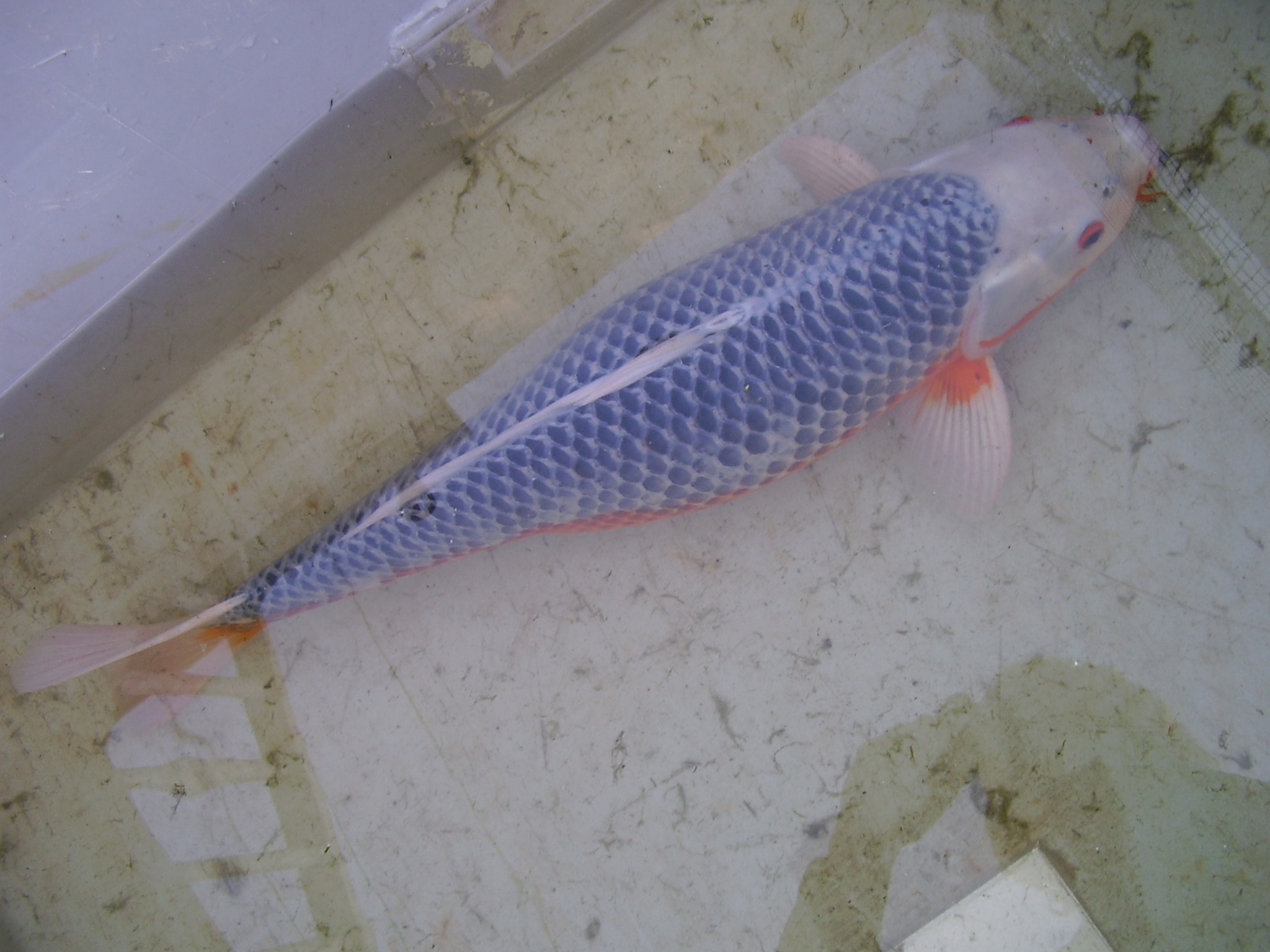
Asagi

De asagi is een Koi die in vijvers gehouden wordt. Het gaat hier om een lichtblauwe of blauwgrijze Koi met een rode kleuring, die vanaf de buik tot hoog aan de zijkant kan doorlopen. Ook op de borstvinnen en rugvin kunnen we het Hi (rood) terugvinden.
De zijkant van het hoofd is ook vaak rood. Voor de rest is het hoofd zuiver en kan geen verkleuringen hebben.
De rode kleur moet gelijkmatig over beide zijden van de Asagi verdeeld zijn en vanaf de kop tot aan de staart.
De meest opvallende uiterlijke eigenschap is het netpatroon, dat ontstaat door de lichtblauwe of witte omzoming van iedere afzonderlijke donkere schub.

## Variëteiten
Naast de gewone Asagi kennen we ook nog de Hi Asagi, waarbij het rood duidelijk overheerst, maar het netpatroon duidelijk aanwezig blijft.
De Narumi Asagi is lichter van kleur en bij de Mizu Asagi is het rood praktisch niet aanwezig. Tevens bestaat er ook nog een Konjo Asagi, een zeer donkere asagi, dit is de voorouder van de Asagi en het merendeel van de bestaande Koi-varianten en stamt af van de Magoi (zwarte oerkarper). 
De Konjo Asagi is als siervis echter niet gewild en wordt gebruikt voor consumptie als deze toch tevoorschijn komt tijdens de kweek.
Zoals bij bijna elke Koi-variëteit, bestaat er van de Asagi ook een Doitsu-vorm, Shusui genaamd. Alhoewel deze variëteit minder overeenkomsten vertoont met de Asagi dan bijvoorbeeld een Doitsu Showa en een gewone Showa, stamt deze toch af van de Asagi. 